# Szent Család

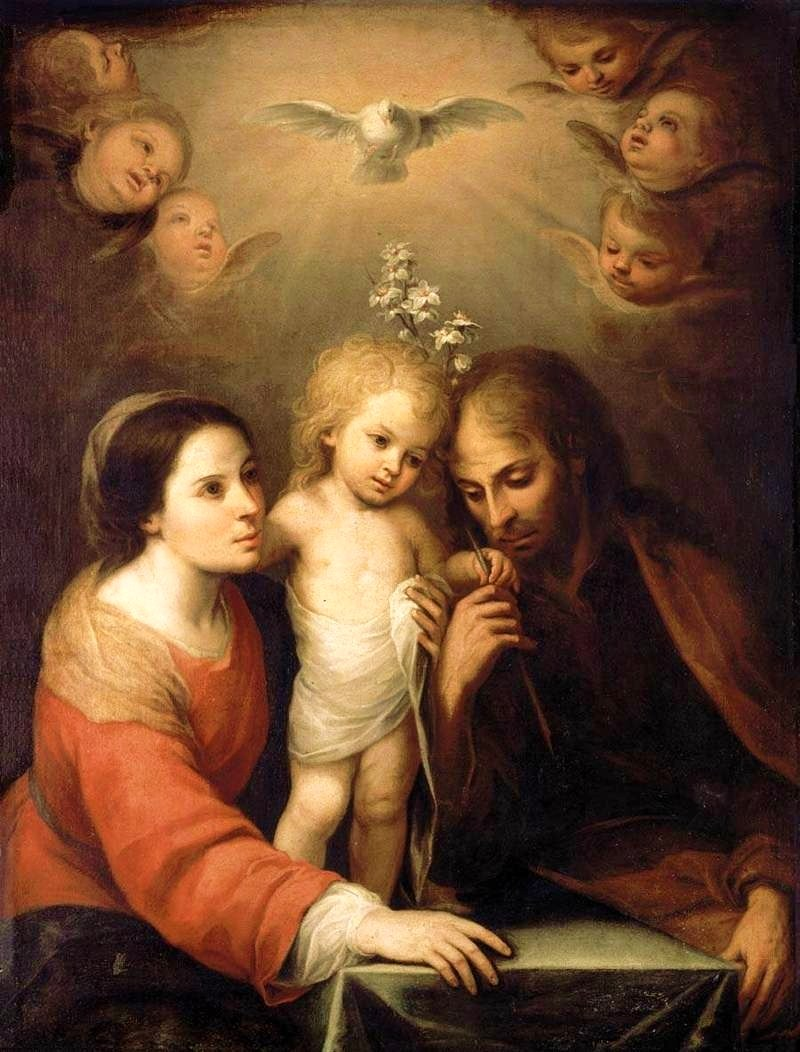
A Szent Család a Szentlélekkel
(Juan-Simon Gutiérrez)

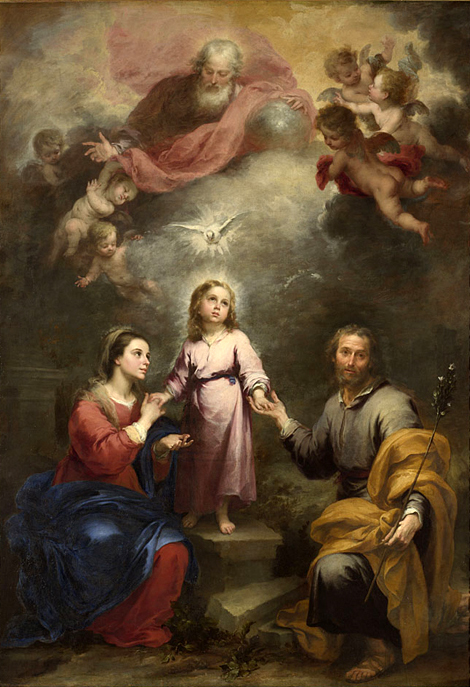
Bartolomé Esteban Murillo: A két Szentháromság, National Gallery (London)

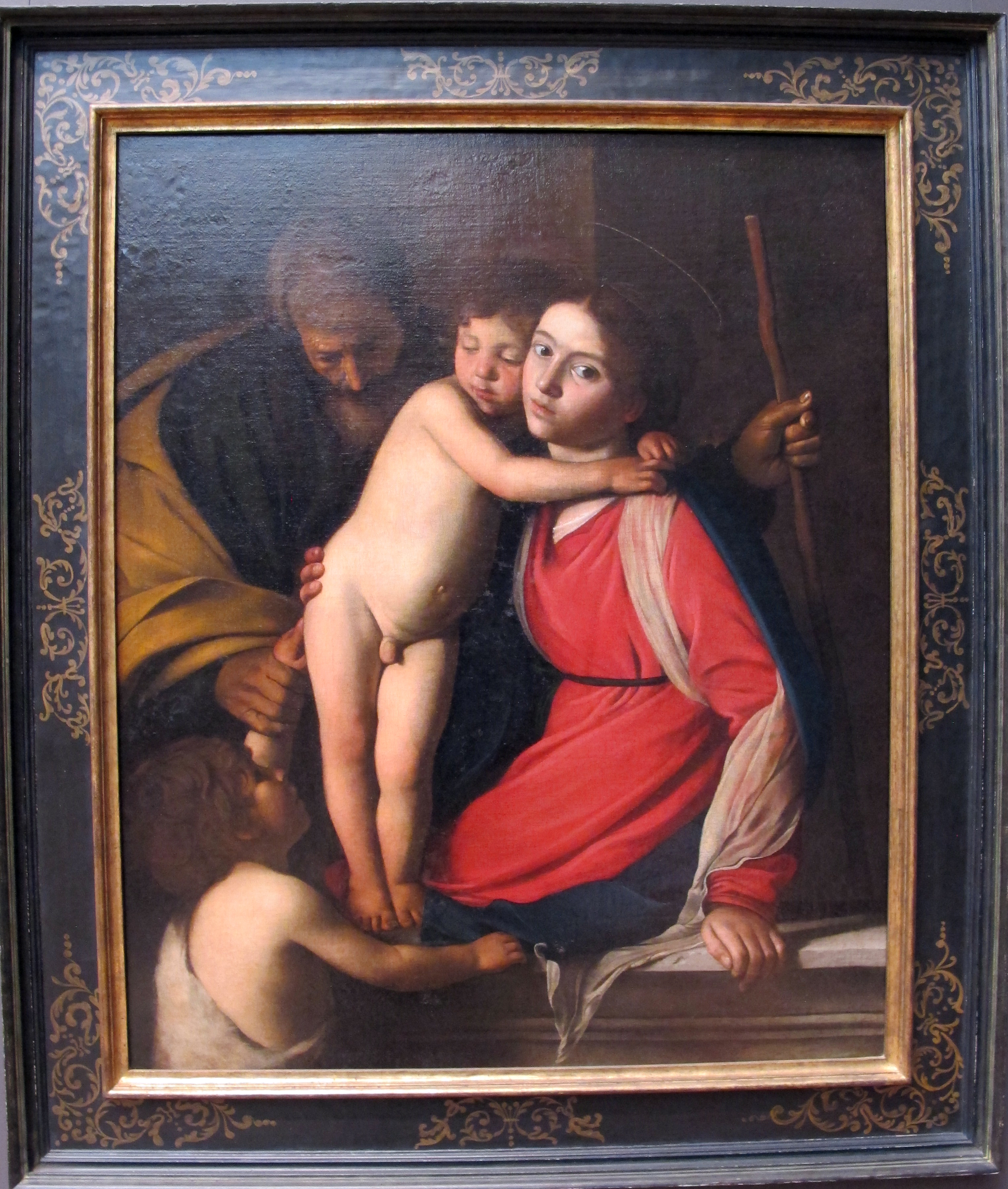
Caravaggio: Szent Család Keresztelő Jánossal

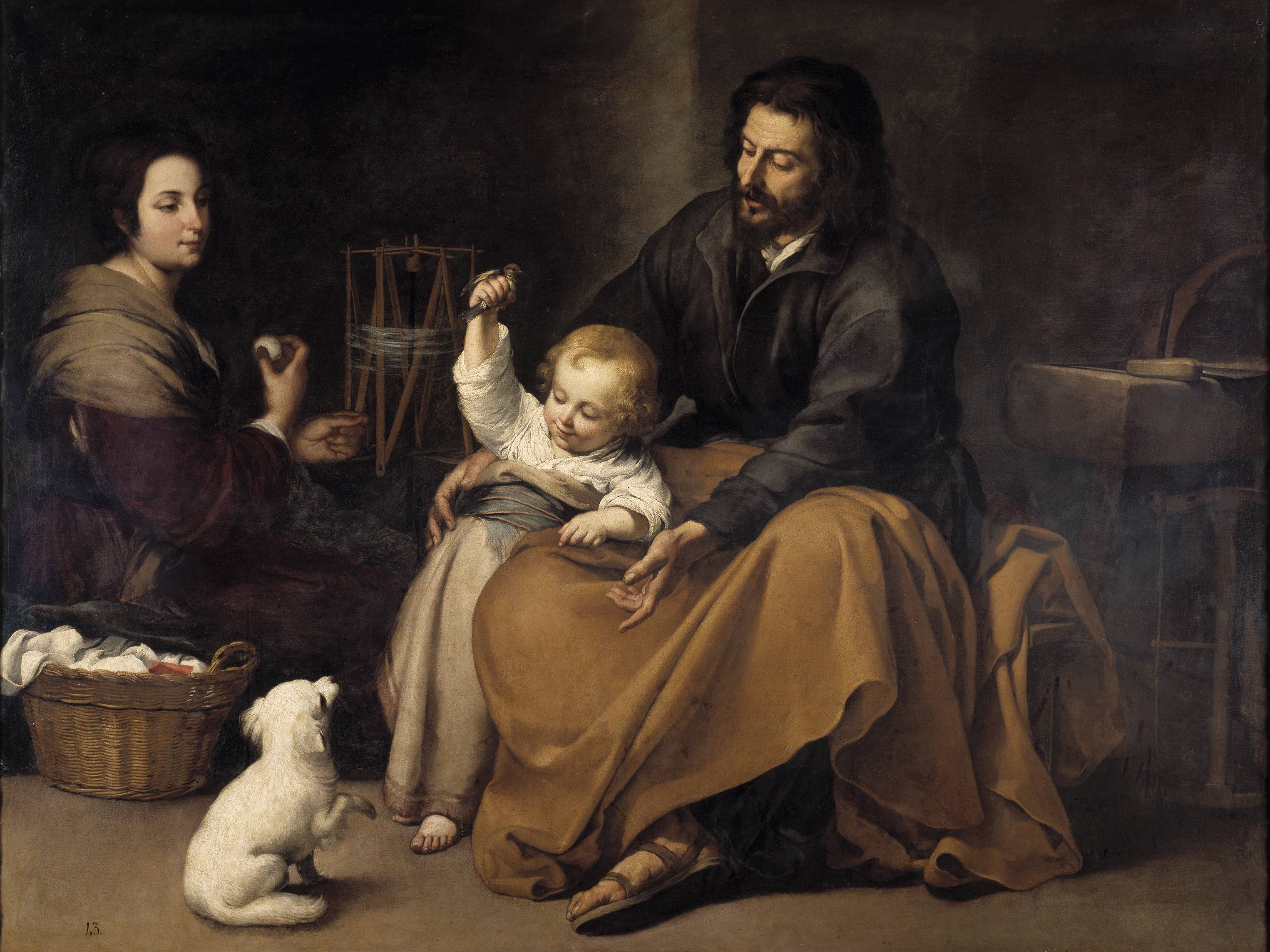
Murillo: A Szent Család kis kutyával

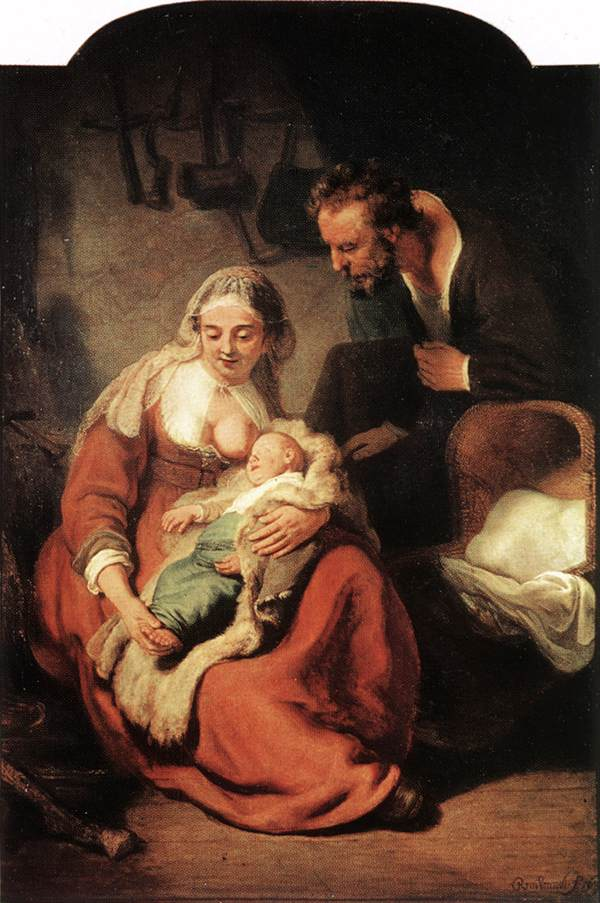
Rembrandt: Szent Család, Alte Pinakothek, München

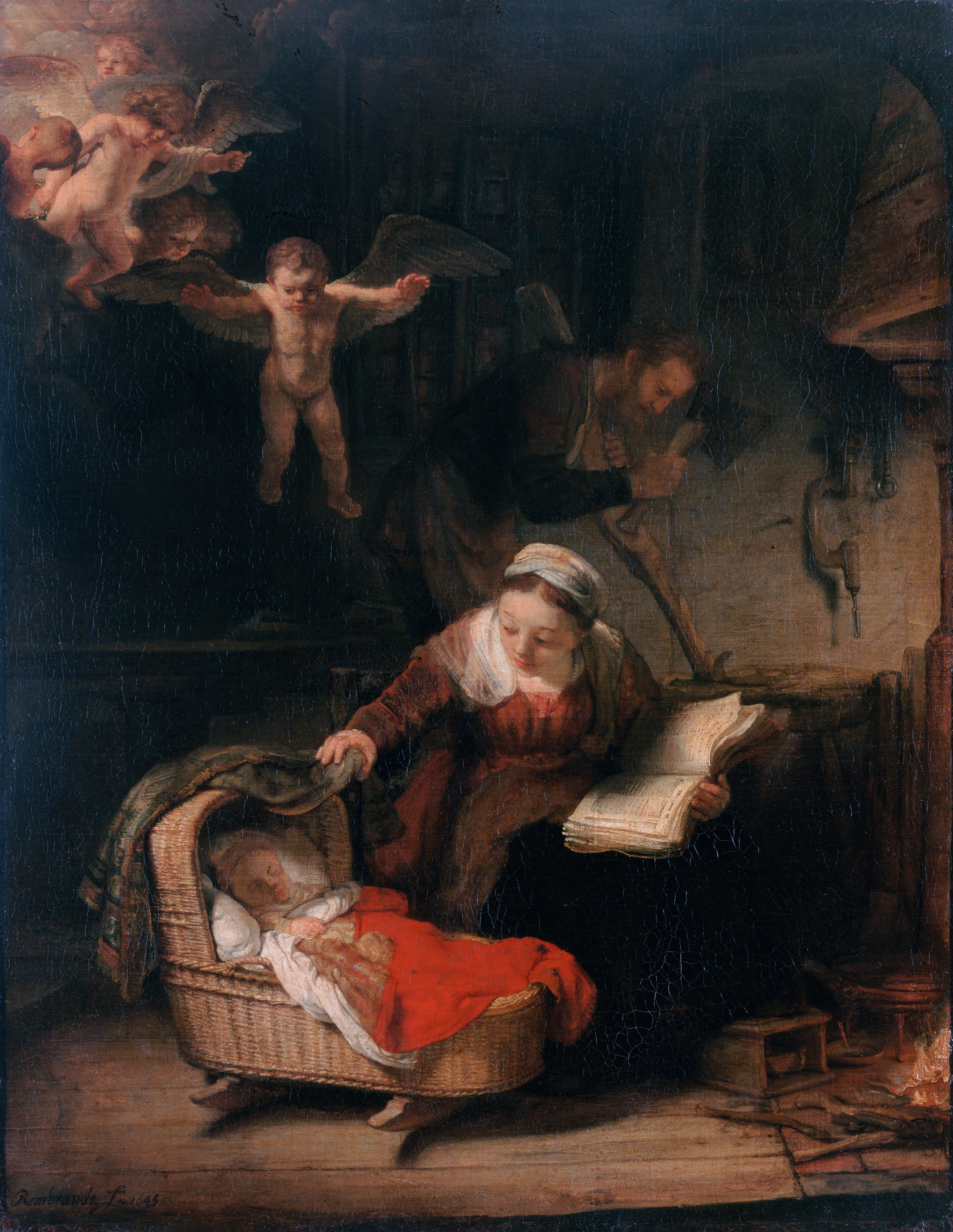
Rembrandt: Szent Család angyalokkal

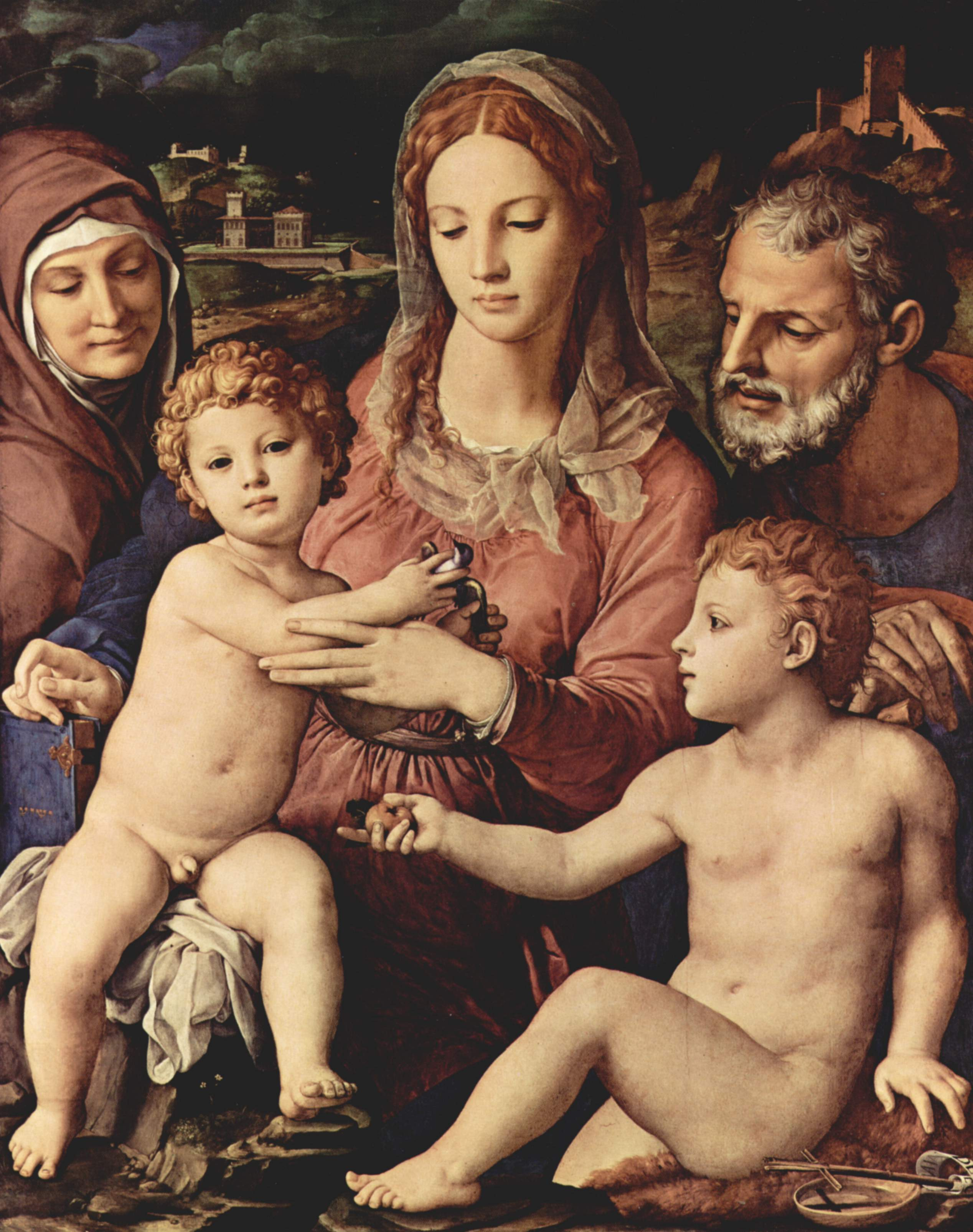
Agnolo Bronzino: Szent Család

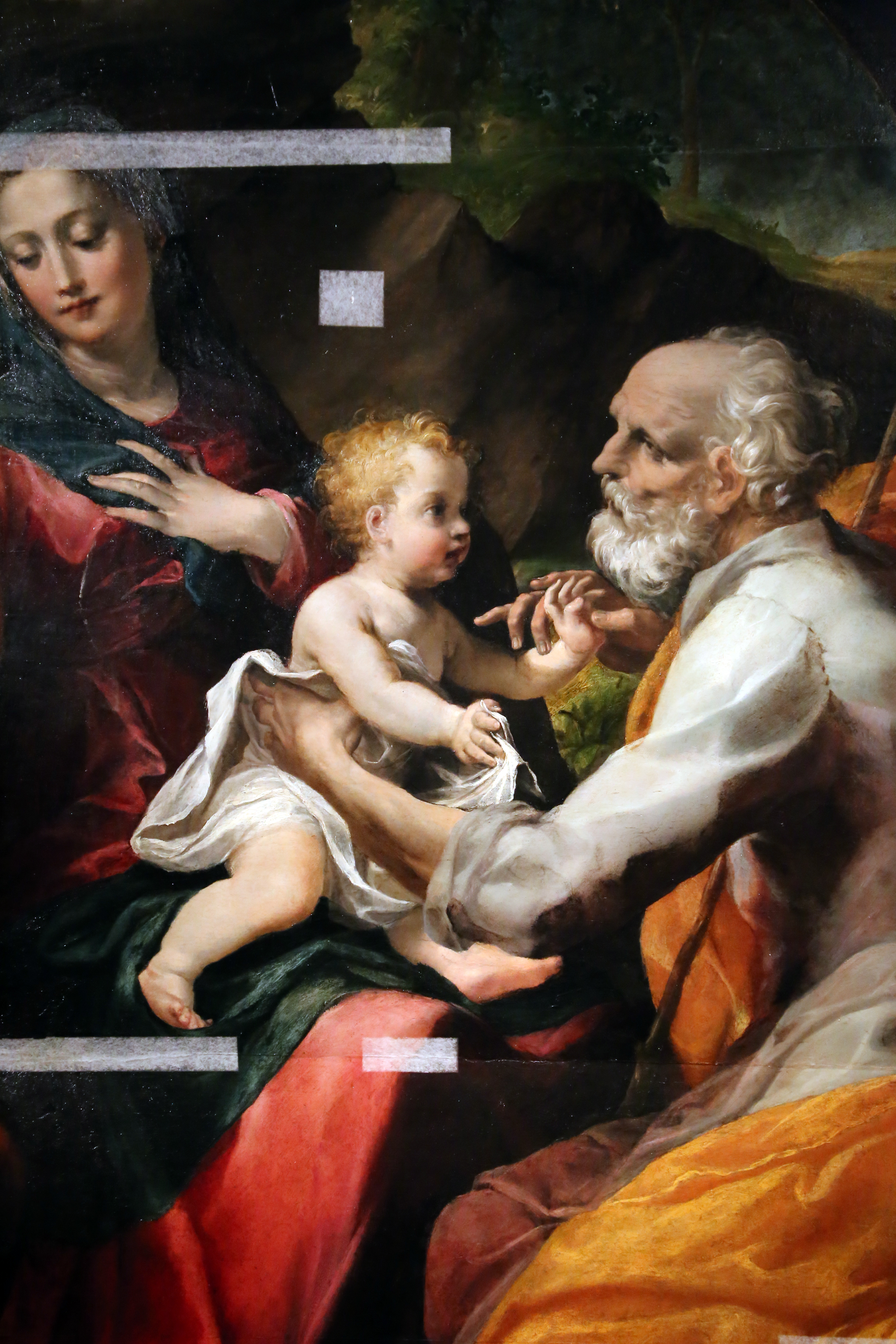
Michelangelo Anselmi: A Szent Család Szent Borbálával és angyallal

A Szent Család kifejezéssel a keresztény tanítás a Jézusból, Szűz Máriából és Szent Józsefből álló családot illeti.
Máté evangéliuma leírja, hogy a három királyok imádása után egy angyal arra figyelmezteti Józsefet, hogy meneküljenek Egyiptomba, mert I. Heródes zsidó király meg akarja öletni a kis Jézust; a Szent Család ezért Egyiptomban marad a zsidó király haláláig, aki amikor a napkeleti bölcsek nem tértek vissza hozzá, hogy elárulják a Gyermek hollétét, bosszúból elrendelte, hogy kétéves korig öljék meg az összes betlehemi fiúcsecsemőt, ami hiábavaló, iszonyatos kísérletnek bizonyult arra, hogy megszabaduljon Jézustól. Az így legyilkolt ártatlanokat nevezi a római katolikus egyház aprószenteknek, akiknek ünnepe december 28-án van. Heródes halála után a Szent Család visszatért Názáretbe.
Lukács evangéliuma megörökíti a Gyermek Mózes törvénye szerinti körülmetélésének epizódját; a tizenkét éves Jézus elvesztését, majd három napos keresés utáni megtalálását a jeruzsálemi templomban. Ezután a Szent Család visszatérését Názáretbe, ahol Jézus szüleinek engedelmeskedő gyermekként nőtt fel.

## Az emberi család példája
A keresztény tanításban a Szent Család mindig az emberi család alapvető modelljének tekinthető . A szeretet, a szerelem, az emberi családok folyamatos megújulásának megértéséhez szükséges kötelékek különösen a Szent Családban fejeződnek ki és élnek tovább.

## A Szent Család ünnepe
A Szent Család, vagyis Jézus, Mária, József ünnepe a latin rítus szerinti karácsonyi időszakra esik. A naptárban rendesen a római rítus szerinti karácsony és újév napja közötti vasárnapon, ennek hiányában december 30-án ünnepeljük.
A tridenti zsinat szerint a vízkereszt utáni nyolcadba eső vasárnapon ünneplik.
Az ambroziánus rítus a vízkereszt utáni harmadik vasárnapon ünnepli.

## A művészetben
A Szent Család ábrázolása fontos helyet foglal el a művészetben is, különösen a festőművészetben. Sok középkori, reneszánsz festőt, de akár más korok művészeit is remekművek alkotására ihlette a Szent Család.
A minden bizonnyal hiányos lista e témájú remekművek felsorolására:
- Sacra Famiglia con Giovanni Battista (Caravaggio)
- Sagrada Familia del pajarito (Murillo) Prado, Madrid
- Sacra Famiglia di Canigiani (Raffaello)
- Sacra Famiglia (Michelangelo Buonarroti)
- Sacra Famiglia (Raffaello), Ermitázs, Szentpétervár
- Sacra Famiglia con palma (Raffaello)
- De Heilige Familie (Rembrandt)
- De Heilige Familie met engelen (Rembrandt) (Ermitázs)
- Szent Család és Keresztelő János (Andrea Mantegna)
- Szent Család (Catenanuova)
- Szent Család (Giuseppe Rapisardi)
- A Szent Család (Michelangelo Anselmi)
- A Szent Család (Pomponio Amalteo)
- A Szent Család angyallal (1499 Mestere)
- La Sagrada Familia (Antoni Gaudí)

## Szent Család-gyülekezetek
Sok gyülekezetet a Szent Családnak szenteltek; civil és férfi, női szerzetesrendeket, missziókat, árvaházakat, iskolákat a világ minden táján.

## A televízióban
- A Szent Család című televíziós mini-sorozat két epizóddal, rendezte: Raffaele Mertes, a Mediaset sugározta, 2006-ban

## Bibliográfia
- XVI. Benedek (Joseph Ratzinger), La Sacra Famiglia, Piccola Casa Editrice, 2012
- Zaira Zuffetti, La Sacra Famiglia nell'arte, Àncora Editrice, 2007

## Külső linkek
- XVI. Benedek pápa 2007-es Angyali üdvözlete
- Santi e beati: 22175 sz. Santa Famiglia di Gesù, Maria e Giuseppe
- Biblioteca nazionale centrale di Firenze, Thesaurus, Milano, Editrice Bibliografica, 2006

## Fordítás
Ez a szócikk részben vagy egészben  a   Sacra Famiglia című olasz Wikipédia-szócikk ezen változatának fordításán alapul.  Az eredeti cikk szerkesztőit annak laptörténete sorolja fel. Ez a jelzés csupán a megfogalmazás eredetét és a szerzői jogokat jelzi, nem szolgál a cikkben szereplő információk forrásmegjelöléseként.